# Thái Lan tại Đại hội Thể thao châu Á 1962
Thái Lan tham gia tại Đại hội Thể thao châu Á 1962 ở Jakarta, Indonesia vào 24 tháng 8 đến 4 tháng 9 năm 1962. Thái Lan kết thúc phần thi với tổng 12 huy chương bao gồm 2 huy chương vàng.